# Véronique Kanor
Véronique Kanor, née le 4 mars 1969, est une documentariste, dramaturge et poétesse française d'origine martiniquaise. Elle se produit seule en scène dans des pict-dub poetry, des lectures performatives rythmées par des images documentaires.

## Biographie
Née le 4 mars 1969 de parents martiniquais, Véronique Kanor grandit à Orléans.  
Elle est animatrice sur des radios libres et journaliste à la télévision avant de se consacrer à la réalisation de films sur les sociétés afro-descendantes.  
Véronique Kanor écrit également de la poésie publiée chez Présence Africaine et performe la plupart de ses textes sur scène avec de la vidéo. La thématique est souvent liée à l'exil, l'identité. Elle s'est produite avec le rappeur Abd al Malik. 
Sa première pièce de théâtre sur le footballeur Lilian Thuram est mise en scène par Alain Timàr du Théâtre des Halles, à Avignon, en 2014, comme sa deuxième pièce Moi Kadhafi,,, en 2022.
L'une de ses sœurs, Fabienne, est réalisatrice et romancière. Ensemble, elles réalisent des films et des émissions de radio et de télévision qu'elles animent. 

## Filmographie
- 2004 : La Noiraude, court-métrage (co-réalisé avec Fabienne Kanor)[9],[10]
- 2008 : C'est qui l'homme ?[11], court métrage (co-réalisé avec Fabienne Kanor) [12],[13]
- 2009 : 3x2009 martinique, documentaire
- 2010 : La Femme qui passe[14], court métrage
- 2011 : Marcel Manville, d'homme à hommes[15], documentaire
- 2012 : documentaires radio (France Culture / Sur les docks)
- 2013 : Cahier d'un retour, documentaire en co-réalisation avec Fabienne Kanor[16],[17]
- 2013 : Notre Cahier d'un retour au pays natal, documentaire en co-réalisation avec Fabienne Kanor
- 2014 : Un caillou et des hommes, documentaire en co-réalisation avec Fabienne Kanor [18]
- 2015 : Les femmes viennent aussi de Mars[19], documentaire
- 2019 : Mon rhum à moi, documentaire

## Publications
- 2013 : Combien de solitudes…[20], (poésie) Éditions Présence africaine,   (ISBN 9782708708563) [présentation en ligne], Prix Éthiophile 2018
- 2014 : Le Temps suspendu de Thuram, (théâtre) Éditions Lansman, Collection Théâtre à vif.  (ISBN 2872829733)
- 2018 : Les Yeux ouverts (nouvelle), Cimarron Éditions
- 2018 : Les Tôles de la nuit, (poésie) Éditions Sépia/Ka Éditions
- 2020 : Éclaboussure, (poésie) Éditions Présence Africaine, Collection : Poésie, Paris,  (ISBN 9782708709645)
- 2022 : Moi Kadhafi, (théâtre) Caraïbéditions, Collection : Didascal'îles, Le Lamentin (Martinique), 2022, 56 p.  (ISBN 9782373111217)
- 2023 : La peau étanche, (poésie) Editions Klac (France)
- 2024 : Up poetry, (poésie) Les Carnets du dessert de la lune, Collection : Pleine lune,  (France),  (ISBN 978-2-390550-33-4)

## Performances scéniques

### Pict-dub poetry
- Solitudes Martinique
- Les tôles de la nuit.
- Épuisée en stock.
- Je ne suis pas d'ici je suis ici.

## Prix et distinctions
- 2008 : Prix Premiers Plans d'Angers
- 2018 : Prix Ethiophile Poésie